# Boncz Ödön
Boncz Ödön (Komárom, 1858. december 19. – Budapest, 1928. április 17.) jogtudós, történész, művelődéstörténész, régészeti, genealógiai és heraldikai író, vallás- és közoktatásügyi miniszteri tanácsos, Boncz Ferenc fia.

## Életpályája
A gimnáziumot Komáromban és Pesten a kegyesrendieknél, a jogi tanfolyamot az egyetemen 1875-79-ben végezte. 1881-ben jogtudorrá avatták. Hivatalos pályáját a közalapítványi királyi ügyigazgatóságnál kezdte 1879. május 31-én, mint joggyakornok, majd a vallás- és közoktatásügyi minisztériumhoz rendelték be szolgálattételre és itt 1880. április 28-án segédfogalmazóvá, 1883. január 3-án fogalmazóvá, 1888. január 26-án címzetes miniszteri titkárrá léptették elő. Az országos régészeti és embertani társulat, a Komárom megyei- és városi történetrégészeti egylet és 1890 februárjától a történelmi társulat igazgató választmányi tagja és a budapesti egyetemen az államvizsgálati bizottság vizsgáló kültagja volt. 1906-tól a közalapítványi gazdasági ügyosztály főnöki tisztét töltötte be.
A hazai művelődéstörténettel foglalkozott és 1870-től évenként utazásokat tett Magyarországon, az osztrák örökös tartományokban, Olaszországban, Németországban, Belgiumban, Franciaországban, Angliában. Nagyobb értekezései jelentek meg az Archaeologiai Értesítőben (1885-87), a Művészi Iparban (1886-87.). Több cikke jelent meg a Vasárnapi Ujságban (1886), a Nemzetben (1887. 45. sz.) és több kisebb közleménye más lapokban is.

## Művei
- A Haller család művelődéstörténeti szempontból és nemzetségi könyvük magyar viselet-képei. Bpest, 1886. (Különnyomat a Turulból színes képekkel.)
- Vázlatok a magyar viselet történetéből. Uo. 1887. (Különnyomat az Archaeol. Értesítőből rajzokkal. Ennek folytatása: A magyar viselet IV. László koráig szintén az Archaeol. Értesítőben jelent meg 1895-87-ben.)
- A szentgyörgyvölgyi Bakacs-család. Turul, 17, 1899, 1-21. l.